# 乐观偏误
乐观偏见又稱樂觀偏誤（optimism bias）、僥倖或僥倖心理，是一种認知偏誤，是指人們相信他们自己不太可能會经历负面事件。乐观偏见很普遍，任何性别、种族、国籍和年龄的人都有乐观偏见。 甚至在老鼠和鸟类等非人类动物中也存在乐观偏见。 例如吸烟者相信他们比其他吸烟者患肺癌或疾病的可能性要小。
乐观偏误相反的认知偏误是悲观偏误，悲观偏误是指人们往往过高估计了负面事件发生的可能性，而低估了正面事件发生的概率。